# Lombrès
Lombrès ist eine französische Gemeinde mit 90 Einwohnern (Stand 1. Januar 2022) im Département Hautes-Pyrénées in der Region Okzitanien (vor 2016: Midi-Pyrénées). Sie gehört zum Arrondissement Bagnères-de-Bigorre und zum Kanton La Vallée de la Barousse.
Die Einwohner werden Lombrésiens und Lombrésiennes genannt.

## Geographie
Die Gemeinde Lombrès liegt zwölf Kilometer ostsüdöstlich von Lannemezan am östlichen Rand des Départements.
Umgeben wird Lombrès von den drei Nachbargemeinden:
|          |                                             | Aventignan |
| Montégut | Kompassrose, die auf Nachbargemeinden zeigt |            |
|          |                                             | Générest   |

Lombrès liegt im Einzugsgebiet des Flusses Garonne. Der Nistos, ein Nebenfluss der Neste, durchquert das Gebiet der Gemeinde.

## Toponymie
Der okzitanische Name der Gemeinde heißt Lombrés, der vielleicht seinen Ursprung im baskisch-aquitanischen Wort ilumberri (deutsch neue Stadt) hat. Hierzu passt die Theorie eine Neugründung, nachdem der Ort Areulet, heute ein kleiner Weiler der Nachbargemeinde Générest, aufgegeben wurde und vielleicht es aus diesem Grund auch keine Erwähnung von Lombrès im Jahr 1387 gegeben hat.
Der Spitzname der Bewohner der Gemeinde lautet Eths rrats-taishons (deutsch die Dachse).
Toponyme und Erwähnungen von Lombrès waren:
- Lombrez, (1767, Larcher, Kopialbuch des Comminges),
- Lombres (1750, 1793 und 1801, Karte von Cassini, Notice Communale bzw. Bulletin des lois).[3][4][5]

## Einwohnerentwicklung
Nach Beginn der Aufzeichnungen stieg die Einwohnerzahl bis zur ersten Hälfte des 19. Jahrhunderts auf einen Höchststand von rund 195. In der Folgezeit sank die Größe der Gemeinde bei kurzen Erholungsphasen bis zu den 1970er Jahren auf 70 Einwohner, bevor seit der ersten Dekade des 21. Jahrhunderts eine Wachstumstendenz einsetzte.
| Jahr      | 1962 | 1968 | 1975 | 1982 | 1990 | 1999 | 2006 | 2011 | 2022 |
| --------- | ---- | ---- | ---- | ---- | ---- | ---- | ---- | ---- | ---- |
| Einwohner | 93   | 72   | 70   | 95   | 86   | 88   | 82   | 80   | 90   |

## Sehenswürdigkeiten
- Die Pfarrkirche Saint-Médard stammt aus dem 17. Jahrhundert. Einige romanische Elemente konnten bewahrt werden. Eine Grabplatte aus Marmor, die ursprünglich drei Köpfe getragen hat, befindet sich in der Nähe des Eingangsportals an der Südseite des Gebäudes, wo auch zwei Grabsteine aus der gallorömischen Zeit ausgestellt sind. In einem von ihnen sind die Köpfe eines Mannes und einer Frau oberhalb der Inschrift in den Stein geformt. Es handelt sich um den Grabstein eines Mädchens und eines Jungen, wie die lateinische Inschrift BONNAE TAV RUSTICI 7 RVS. (a bonna, Tochter des Rusticus, und a taurinus, Sohn des Rusticus) belegt. Der Grabstein ist seit dem 16. Juli 1951 als Monument historique klassifiziert.[7][8]

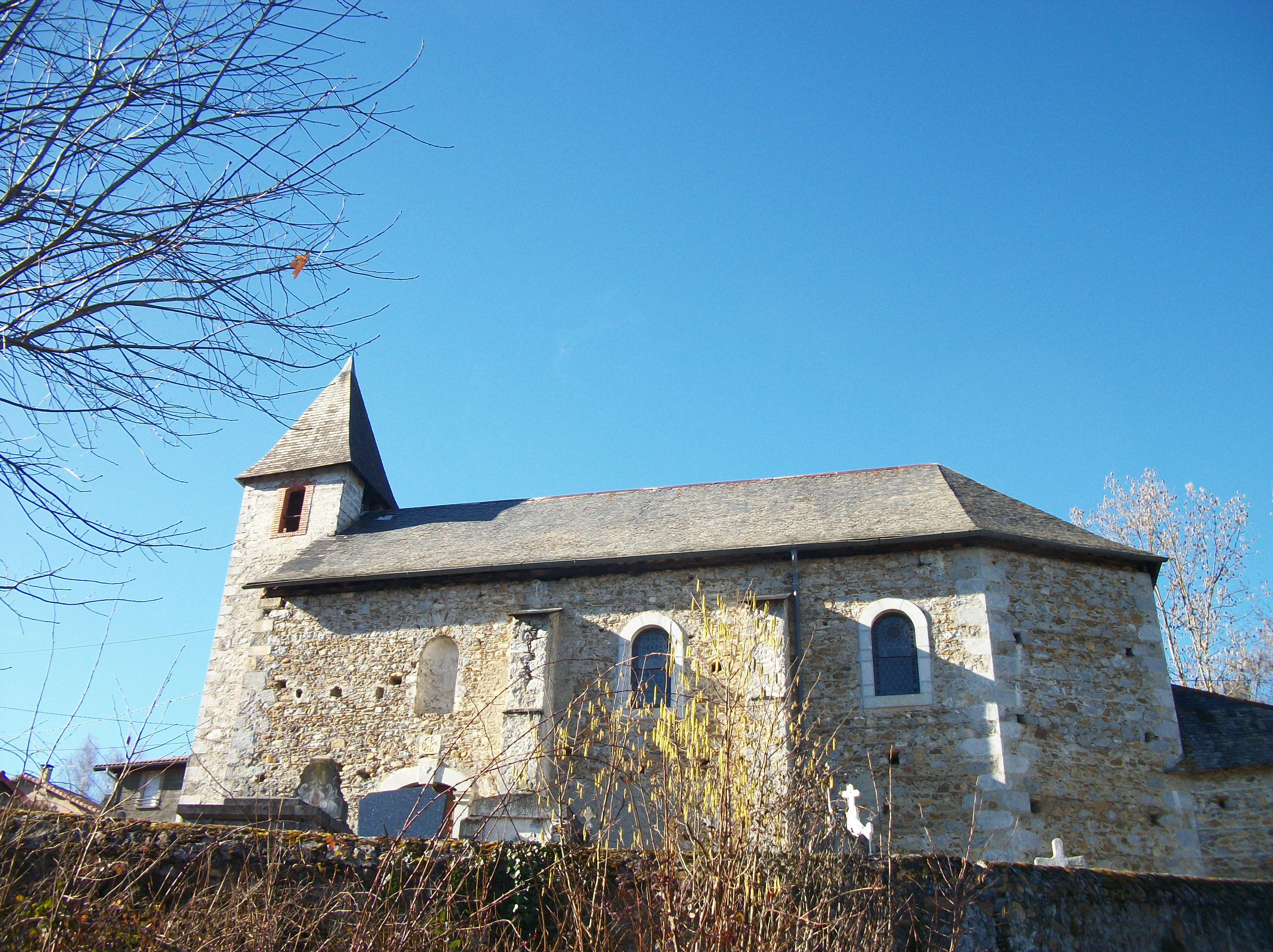
Pfarrkirche Saint-Médard
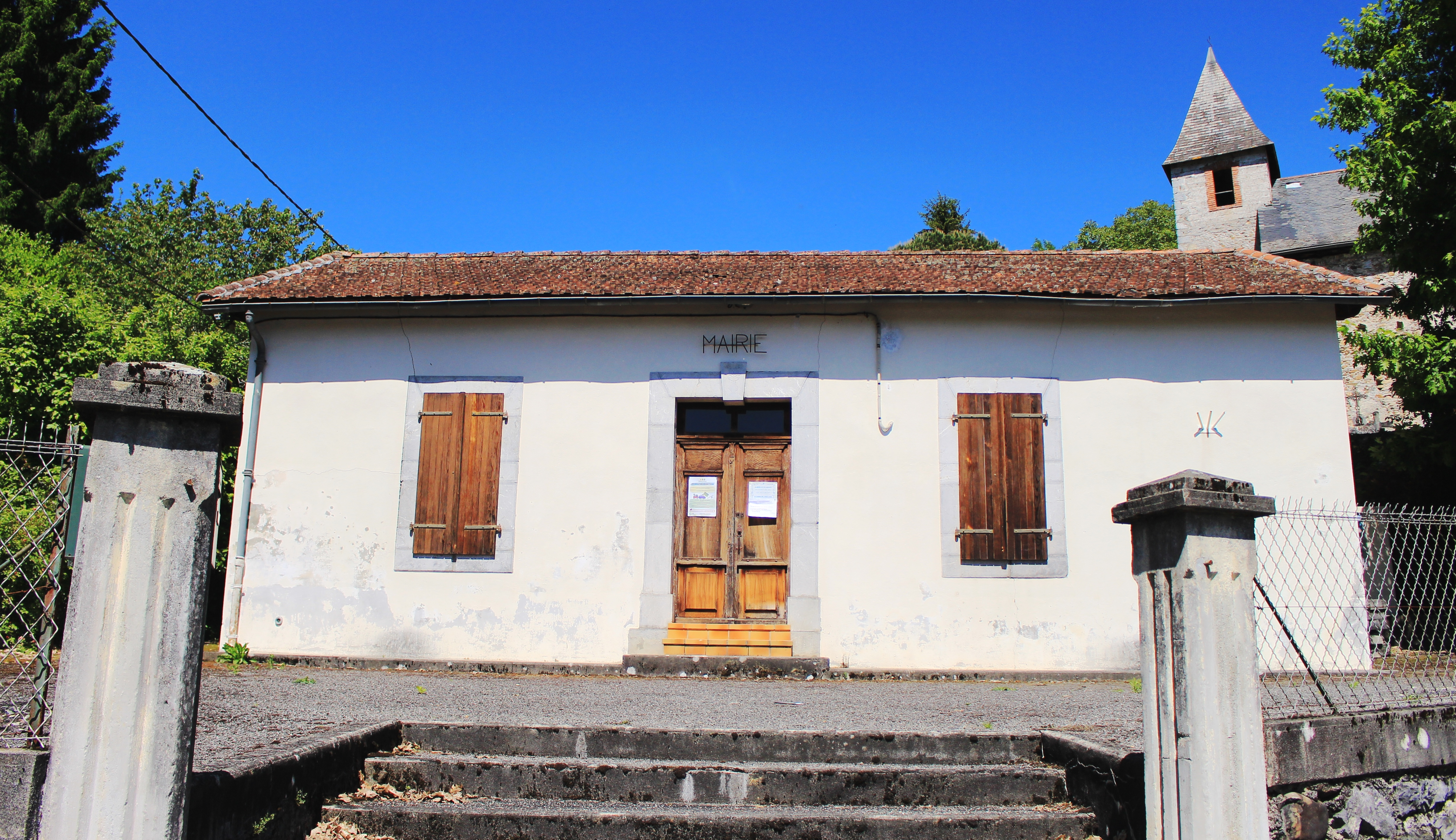
Mairie (Rathaus)
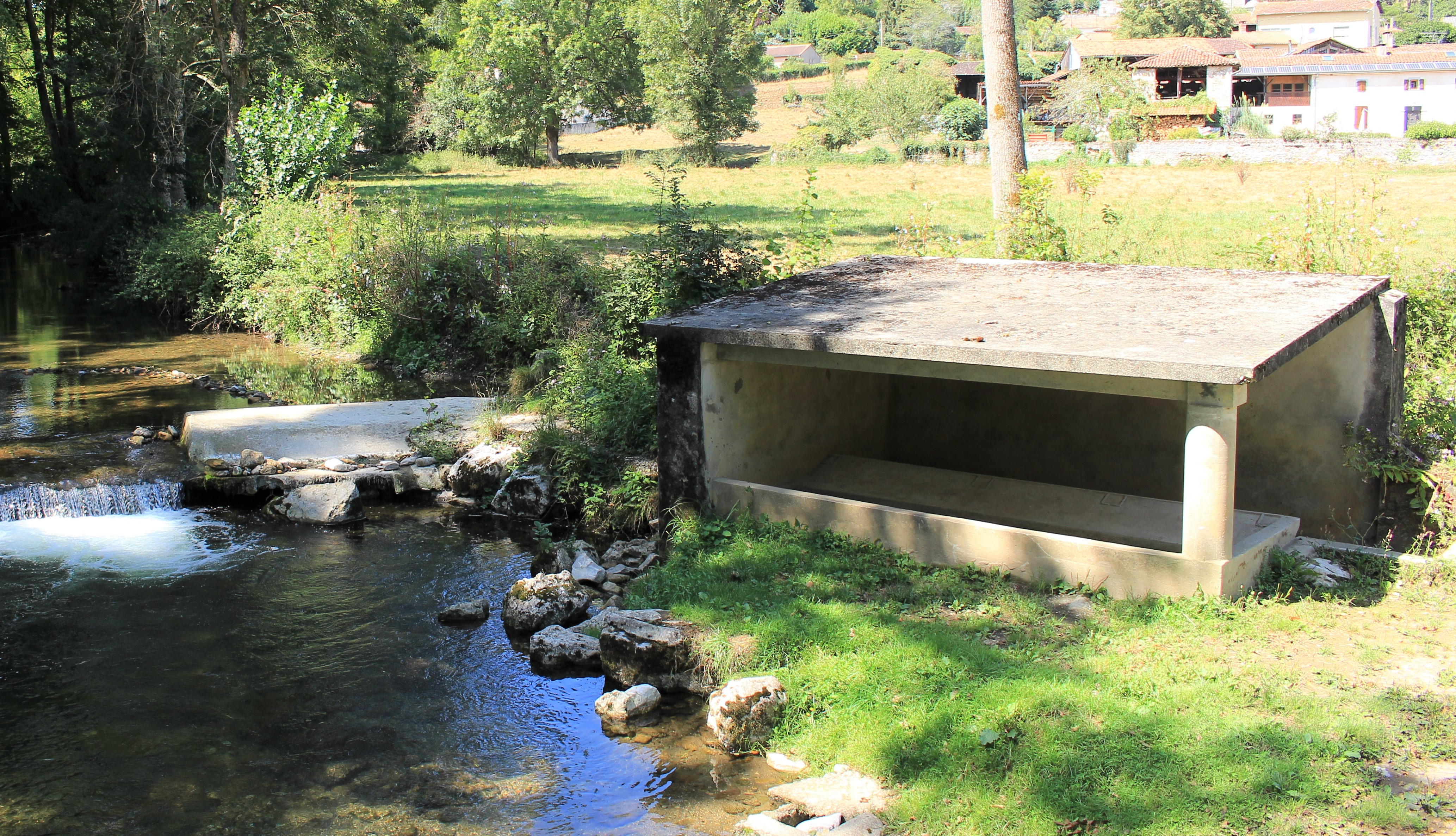
Ehemaliges öffentliches Waschhaus

## Wirtschaft und Infrastruktur
Lombrès liegt in den Zonen AOC der Schweinerasse Porc noir de Bigorre und des Schinkens Jambon noir de Bigorre.

### Sport und Freizeit
Der Fernwanderweg GR 78, genannt La voie des Piémonts, führt von Carcassonne nach Saint-Jean-Pied-de-Port und führt auch durch das Zentrum der Gemeinde. Er gilt als Jakobsweg neben den vier Hauptwegen in Frankreich.

### Verkehr
Lombrès ist über die Routes départementales 71 und 73 erreichbar.